# بي بان زهي
بي بان زهي (بالفارسية: بی‌بان زهی) هي قرية تقع في البلدة المركزية في إيران. يقدر عدد سكانها بـ 355 نسمة بحسب إحصاء 2016.